# Stanojlo Rajičić
Stanojlo Rajičić (serb. Станојло Рајичић; ur. 16 grudnia 1910 w Belgradzie, zm. 21 lipca 2000 tamże) – serbski kompozytor i pedagog.
W 1954 został profesorem Akademii Muzycznej w Belgradzie. W latach 1958–1963 był dyrektorem Instytutu Muzykologii Serbskiej Akademii Nauk i Sztuk. Tworzył w stylu neoklasycyzmu. Skomponował 6 symfonii (w latach 1935–1967), a także poematy symfoniczne, Wariacje na orkiestrę (1979), koncerty (m.in. 3 na fortepian i 3 na skrzypce), utwory wokalno-instrumentalne (m.in. w 1980 Tražim pomilovanje), operę Simonida (1957) oraz balety i pieśni.